# 禄丰古猿
禄丰禄丰古猿（學名：Lufengpithecus lufengensis）或禄丰古猿禄丰种，常称禄丰古猿，是禄丰古猿属下的同名种，生存于约800万年前的中新世。

## 发现
禄丰古猿发现于云南省禄丰县城北9公里处的石灰坝村。1965年修筑成昆铁路时，石灰坝村东面的坡积物推去后暴露了大量含褐煤的堆积物，当地居民在挖煤时发现了动物化石:1。1975年，禄丰县文化馆王正举在庙山坡南的褐煤层中发现一枚古猿牙齿化石，随后中国科学院古脊椎动物与古人类研究所、云南省博物馆、禄丰县文化馆联合在1975年至1983年间进行了十次大型发掘:19。1975年10月，彭春发现一个禄丰古猿的雄性下颌骨（PA548）:6。1976年10月，郑良发现一个禄丰古猿的雌性下颌骨（PA580）:7。1978年12月16日，徐庆华、陆庆五等人发现了一具禄丰古猿的雄性颅骨（PA644），额、面部保存完好:8。1980年11月，发现一具雌性颅骨（PA677）:8。到21世纪初，已发现5个较为完整的头骨、57件头骨和下颌骨残件、29 件上下齿列和600多枚牙齿以及肩胛骨、锁骨、桡骨、股骨、跟骨、两节指骨等头后骨骼:19。此外发现有多种哺乳动物化石，称为“禄丰哺乳动物群”，计83属100种:69。
PA644是保存最完好的颅骨标本，因此被确定为禄丰古猿禄丰种的正型标本，也是雄性颅骨的典型标本:6。PA677的保存较为完好，被作为禄丰古猿雌性颅骨的典型标本，以及禄丰古猿禄丰种的副型标本:32。禄丰发现的古猿颅骨化石在学术界引起了轰动:33，为世界首次发现腊玛古猿完整的头骨化石:2，1979年被《朝日新闻》选入“1979年科学技术十大新闻”，1991年被《自然》期刊（352卷6331期）选做封面图片:8。禄丰县石灰坝发现的古猿化石之多，使其成为世界上古猿化石最丰富的地点:68。
禄丰古猿的发现地于1988年1月13日被列入第三批全国重点文物保护单位，登记名称“腊玛古猿化石地点”，遗址的保护设施正在逐渐完善，未来将建设集文物保护、科学考察、科学普及、观光游览为一体的大遗址公园。

## 特征

### 体态特征
禄丰古猿的头骨纤细，骨面光滑，颅骨较薄，圆隆相对较高，颅的长度较短。面骨较窄，眶高、方形。枕骨大孔边缘较圆钝，为卵圆形，较小；枕骨髁较小，较突出；枕孔位置比猿类更靠前。上颌后缩，齿弓为卵圆形，内、外侧门齿大小悬殊。下颌骨较薄浅，单颏孔，孔口朝前:33。眼眶间区域较宽，鼻根低平，鼻背硬骨部呈显著的塌鼻梁状，与上颌骨前面、颧骨眶面毗连成平而宽阔的中面部，软鼻部大体上与猩猩较相似。咬肌和颊肌发达，脸颊部软组织非常丰厚强壮:14。禄丰小型雄性猿类化石的上齿列有齿隙，而雌性不存在，雄性的犬齿更粗壮并且更高，牙齿齿冠的宽度也比雌性的大:173。
禄丰古猿能够直立行走，但是其伸展大腿的能力较弱，不能伸得太直，有一定的前屈和外展大腿的功能，能尚好地做出跨步的动作。由于其细调机能尚弱，因此步态笨拙，腿经常呈弯曲状，步幅明显较小:13。

### 生存环境
禄丰古猿时期，总体气候是温暖湿润的，其生存环境的气候类型大致为南亚热带——热带季风气候:84-86，后期气候在持续的变凉、变干燥:136，其生存环境存在茂密的热带、亚热带森林，边缘有空旷草原和灌木丛，河流、湖泊和沼泽分布其中:70。根据对孢粉推论研究的结果，禄丰古猿生存在森林边缘的杂木林带，由常绿和落叶的乔木或灌木组成，树种有杨梅、胡桃、山核桃、榛子、冬青等:253。禄丰古猿的伴生动物有轭齿象、剑齿虎、爪兽、貘、猪、麂、三趾马、大唇犀、兔、豪猪、河狸等:89，还有同属灵长目的池猿、中国兔猴:17。禄丰古猿臼齿切割脊欠发育，说明其食物构成以果实为主:117。禄丰古猿在食物构成上，质地软的树叶或浆果类比例高于元谋古猿:1。

## 研究

### 命名与分类
禄丰古猿的颅骨化石出土后，徐庆华、陆庆五将其归为两个种：PA580订为“禄丰腊玛古猿”（Ramapithecus lufengensis），PA548订为“云南西瓦古猿”（Sivapithecus yunnanensis），代表大小不同的两类，此观点现已遗弃:20。1986年，古人类学家吴汝康等发文，将大小两个类型的禄丰古猿正式合并为一个属种，命名为“禄丰西瓦古猿”（Sivapithecus lufengensis）:167。1987年，吴汝康发表《禄丰大猿化石分类的修订》，将禄丰古猿从西瓦古猿属中分离，建立禄丰古猿属，禄丰古猿为属下的同名种:269。1990年张兴永建立中国古猿属，将禄丰古猿命名为“禄丰中国古猿”（Sinopithecus lufengensis），中国古猿属实际是禄丰古猿属的主观次异名:20。
禄丰古猿属下的三个种，由于开远古猿的时代最早，蝴蝶古猿次之，禄丰古猿最晚，这三个种在系统演化上应为祖裔关系:837，但有待于发现更多的化石来证明。中新世末期，地壳上升运动、气候及环境发生了变化，为了寻找适应生存的环境，开远古猿可能发生了迁移，开远小龙潭动植物群也进入了一个新的演化阶段——禄丰动物群的演化阶段:30。从目前的形态比较来看，禄丰古猿可能与非洲古猿的关系更为密切:171。

### 年代研究
禄丰古猿的化石产地位于禄丰盆地的北端庙山坡上，庙山坡由昆阳群地层构成:56，基底是一套厚度很大的变质灰岩和泥页岩:1。古猿发现之初，联合发掘队初步将化石定为早上新世，1979年祁国琴改订为早上新世晚期或中上新世早期:32。禄丰古猿的发现地也发现有大量欧亚大陆中新世地层常见的伴生动物化石，其堆积期大致相当于中国华北的保德期或欧洲的吐洛里期:135。伴生动物化石发现有四种低冠竹鼠，根据与印度次大陆竹鼠化石的时代对比，确定禄丰古猿化石层位的时代为距今800万年或稍晚的晚中新世最晚期:64-65。
1991年，云南地质科学研究所梁其中等学者应用磁性地层极性对比的方法对云南古猿的化石进行了测算，结果表明禄丰石灰坝化石地层的沉积时限为3.98Ma-4.59Ma，其中禄丰古猿化石的年代为4.00±0.10Ma:302。

### 对化石的研究
中科院古脊椎所学者赵凌霞等人对禄丰古猿的牙齿釉质生长线进行了研究，结论表明禄丰古猿一些特征与南方古猿纤细种和人属成员比较接近，禄丰古猿牙齿反映出向人类发展的趋势，与大猩猩和黑猩猩的牙齿相差较大，禄丰古猿可能位于人类演化的主干上:107。根据禄丰古猿带状牙釉质发育不全的特点，王翠斌等学者推测，禄丰古猿在3岁之前个体的食物供给更多地依赖母体喂养，而幼儿古猿停止喂养、开始寻找食物后，普遍面临食物营养问题:548。赵凌霞运用扫描电镜观察釉质内部微观结构，发现其釉质结构与人类有一定相似性:15。禄丰古猿下颌恒齿的萌出顺序与类人猿的完全一致:15。

## 延伸阅读
- 《禄丰古猿——人科早期成员》